# 2022 în artă
← 2019 în artă — 2020 în artă — 2021 în artă ——  2022 în artă  —— 2023 în artă — 2024 în artă — 2025 în artă →
2022 în artă implică o serie de evenimente:

## Evenimente

### Evenimente artistice oriunde
- Februarie - Douăzeci și cinci de lucrări ale pictoriței ucrainene Maria Prymachenko sunt considerate a fi fost distruse de un incendiu care a mistuit Muzeul Istoric și de Istorie Locală din Ivankiv (unde erau expuse) în Ivankiv, Oblastul Kyiv, Ucraina, în timpul invaziei ruse în Ucraina.[1][2]

- Martie -
  - 9 aprilie - Muzeul de Artă Contemporană din San Diego, se redeschide pentru public, după o renovare de cinci ani, care a costat 105 milioane dolari.[3]

## Premii

### Premii oriunde
- Premiul Archibald -
- Premiul Artes Mundi -
- Premiul Henry Hope Reed pentru artă și design clasic –
- Premiul Hugo Boss –
- Premiul John Moores Painting -

## Decese
- 1 ianuarie
- 31 ianuarie
- 6 februarie  —
- 10 martie —
- 3 septembrie —
- 10 septembrie —
- 3 noiembrie —
- 15 noiembrie –

## Galerie de imagini
- Lucrări reprezentative